# 西官镇
西官镇，是中华人民共和国黑龙江省哈尔滨市双城区下辖的一个镇，位于双城市西北部。
2014年2月27日，黑龙江省民政厅批复同意撤销团结满族乡，设立西官镇。

## 行政区划
西官镇下辖以下地区：
育新村、育人村、创富村、农富村、跃进村、宏升村、西官村、团结村、连丰村、保丰村、快乐村、增胜村、创勤村和鑫富村。